# Curt von Bloedau
Carl Curt Gustav von Bloedau (* 30. November 1864 in Sondershausen; † 16. April 1924 ebenda) war Landrat in Arnstadt, Landtagsmitglied und Heraldiker im Fürstentum und im Freistaat Schwarzburg-Sondershausen.

## Leben

### Familie
Curt von Bloedau war ein Sohn des Fürstlichen Leutnants (und späteren preußischen Majors und Obersts) Günther Ferdinand Carl von Bloedau (* 21. August 1835; † 4. Dezember 1898) und dessen Ehefrau Sophie Emilie Elisabeth (Elise) Schneidewind († 7. Mai 1908). Sein Großvater war der Fürstliche Leibarzt Dr. Carl Bloedau, der 1835 in den erblichen Adelsstand erhoben wurde. Curt von Bloedau, der evangelisch-lutherischen Glaubens war, blieb unverheiratet.

### Ausbildung und Beruf
Bloedau legte Ostern 1885 das Abitur in Erfurt ab. Er studierte von 1885 bis 1888 Rechtswissenschaft in Leipzig, Freiburg, Göttingen und Berlin. 1890 legte er beim Oberlandesgericht Celle die 1. juristische Staatsprüfung ab („ausreichend“) und wurde zum Referendar ernannt. Anschließend erfüllte er seine Militärpflicht beim Hannoverschen Infanterie-Regiment Nr. 77; ihm gehörte er später auch als Reserveoffizier an.
Nach dem Referendariat in Osterode, Lüneburg, Herzberg und Celle legte er die 2. juristische Staatsprüfung in Celle ab („ausreichend ohne Wiederholung“). 1897 war er Gerichtsassessor in Herzberg. Ende Oktober 1897 wurde er aus dem preußischen Staatsdienst beurlaubt, um in Schwarzburg-Sondershausen tätig zu werden. Ab 5. Januar 1898 war er Gerichtsassessor am Amtsgericht Sondershausen und ab 4. April 1899 am Amtsgericht Gehren. Ab dem 24. August 1899 arbeitete er beim Landrat in Sondershausen.
Anfang Oktober 1899 wurde Bloedau endgültig aus dem preußischen Justizdienst entlassen; ab 1. Oktober war er als Regierungsassessor definitiv im Landratsamt Sondershausen, dabei zeitweise als Vertreter des Landrats. 1901–1902 war er in Ebeleben tätig. In beiden Positionen war er führend mit dem Bau der Eisenbahn Greußen-Ebeleben-Keula befasst. Ab 1. Juli 1902 war er als Regierungsrat mit der kommissarischen Verwaltung des Landratsamts Arnstadt betraut. Ab 27. Juni 1903 war er Landrat im Verwaltungsbezirk Arnstadt.
Infolge einer Verwaltungsreform wurde Arnstadt zum 1. Oktober 1912 kreisfrei; das Landratsamt wurde aufgelöst. Bloedau wurde als Geheimer Regierungsrat in das Fürstliche Ministerium in Sondershausen berufen. Zu seinen Aufgaben gehörte der Vorsitz in der Fürstlichen Direktion des Landeskrankenhauses und des Landessiechenhauses. In der Nachkriegsphase Ende 1919 löste eine Handlung in Vertretung der Amtsleitung heftige Kritik im Landtag des Freistaats aus, in deren Folge der Amtschef und Staatsminister Theodor Bauer von allen Ämtern zurücktrat. Nach dem Aufgehen des Freistaats im Land Thüringen im Mai 1920 ließ er sich zum 9. September 1920 in den Wartestand versetzen und ging zum 1. Februar 1922 in den Ruhestand.

### Politik
Während seiner Tätigkeit als Landrat in Arnstadt war Bloedau vom 2. Februar 1904 bis zum 31. März 1912 Mitglied des Schwarzburg-Sondershäuser Landtags (1904 im Wahlkreis für die allgemeinen Wahlen 4 (Arnstadt) gewählt, 1908 im Wahlkreis 4B (Arnstadt-Land)).
Er war Vorsitzender im Landesausschuss des Deutschen Flottenvereins etwa ab 1908 und ab Ende 1912 Vorsitzender in der Sondershäuser Ortsgruppe des Jungdeutschland-Bunds. Im Bund der Landwirte, der im Februar 1913 eine große Tagung in Sondershausen abhielt, fungierte Bloedau als Kassenreferent.
Bei der 1917 gegründeten Deutschen Vaterlandspartei fungierte er in Sondershausen als Vorsitzender und öffentlich wirksamer Redner.

### Weitere Aufgaben
Bloedau war ab 1904 Mitglied des Aufsichtsrats der Schwarzburgischen Landesbank zu Sondershausen.
Bloedau wirkte in verschiedenen Vereinen mit. Er wurde 1880 zum Mitglied des Fürstlichen Alterthumsvereins berufen und war von 1913 bis 1920 dessen Vorsitzender; er war Mitglied der Museumsgesellschaft Arnstadt ab 1902. Er wurde 1919 von der Gemeindeaufsichtsbehörde zum Mitglied des Vorstands der Museumsstiftung zu Arnstadt ernannt, die der junge Freistaat errichtete, um das Arnstädter kulturelle Erbe aus der Fürstenzeit zusammenzuführen.
Bis Oktober 1912 war er stellvertretender Vorsitzender des Vereins zur Begründung und Erhaltung der Thüringer Arbeiterkolonie Geilsdorf.
Etwa ab 1900 bemühte er sich zusammen mit anderen um die Kultivierung und Restaurierung des aufgelassenen Alten Gottesackers von Sondershausen. In dem „von Bloedau’schen Familienverband“, im Mai 1909 informell begründet und im Juni 1910 als Verein in Sondershausen eingetragen, fungierte er als Schriftführer.

### Werke
Bloedau forschte schon in der Zeit seines Studiums in Berlin und dann während des Referendariats über heraldische Themen und veröffentlichte ab 1888 im Herold, zuletzt 1904:
- Aus den Kirchen von Rendsburg (Epitaphien und Wappen). In Der Deutsche Herold. Zeitschrift für Heraldik Sphragistik und Genealogie. Jg. 19, 1888. S. 136–139.
- [Besprechung von:] Ernst Fischer, Die Münzen des Hauses Schwarzburg, Heidelberg 1904. In Der Deutsche Herold. Zeitschrift für Wappen-, Siegel- und Familienkunde. Jg. 35, 1904. S. 215–217.

Er hielt zahlreiche Vorträge über Themen der Regionalgeschichte. Dazu sind jedoch nur wenige gedruckte Arbeiten nachgewiesen:
- Der Herr Hauptmann. Aus der Kinderzeit des deutschen Militarismus. Aufzeichnungen eines alten Sondershäusers. In Mitteilungen des Vereins für deutsche Geschichts- und Altertumskunde im ehemaligen Fürstentume Schwarzburg-Sondershausen, Abteilung Unterherrschaft. 2. Heft, 1923. S. 52–55.
- Das Stift Jechaburg. In Mitteilungen des Vereins für deutsche Geschichts- und Altertumskunde im ehemaligen Fürstentume Schwarzburg-Sondershausen, Abteilung Unterherrschaft. 3. Heft, 1924. S. 6–25.

Seine umfangreichen Materialien zu diesen Gebieten vermachte er testamentarisch den Museen in Arnstadt und Sondershausen.
Von seiner Kenntnis der regionalen Heraldik machte er auch künstlerischen Gebrauch. Bei der 1200-Jahr-Feier von Arnstadt 1904 entwarf er die Gnadenkette, die der Fürst der Stadt stiftete. Der Rathaussaal war nach seinem Entwurf mit Wappen von Alt-Arnstädter Familien geschmückt. Zum 25-jährigen Regierungsjubiläum des Regenten 1905 entwarf er die Jubiläumsmedaille.
Für Arnstadts Bachkirche entwarf er 1907 eine Gedenktafel.

### Ehrungen
Am 7. August 1909 wurde er zum Kammerherrn ernannt. Er erhielt eine Reihe von Orden: Fürstliches Ehrenkreuz III. Klasse (24. Mai 1904); Fürstliches Ehrenkreuz II. Klasse mit Eichenbruch 1914/15 (21. August 1918); Komturkreuz II. Klasse des Herzoglich Sachsen-Ernestinischen Hausordens (1909); Roter Adlerorden IV. Klasse (1910). Er wurde 1900 Ehrenritter der Balley Brandenburg des Johanniterordens und 1911 Rechtsritter des Ordens.